# Gustav Engvall
Gustav Per Fredrik Engvall (sinh ngày 29 tháng 4 năm 1996) là một cầu thủ bóng đá người Thụy Điển thi đấu ở vị trí tiền đạo cho IFK Göteborg, theo dạng cho mượn từ Bristol City.

## Sự nghiệp
Engvall ra mắt cho Bristol City trong thắng lợi 2–1 trước Fulham tại Cúp EFL Cup ngày 21 tháng 9.
Engvall được cho mượn đến Djurgården năm 2017 với thời hạn 6 tháng. Vào ngày 10 tháng 8 năm 2017, Engvall trở lại Djurgården để gia hạn thời gian mượn, kéo dài đến hết mùa giải 2017.
Anh chuyển đi theo dạng cho mượn đến IFK Göteborg vào tháng 3 năm 2018.

## Thống kê sự nghiệp

### Quốc tế
Tính đến 10 tháng 1 năm 2016
| Đội tuyển quốc gia | Năm       | Số trận | Bàn thắng |
| ------------------ | --------- | ------- | --------- |
| Thụy Điển          |           |         |           |
| 2016               | 2         | 0       |           |
| Tổng cộng          | Tổng cộng | 2       | 0         |